# The Preacher’s Daughter
The Preacher’s Daughter ist ein US-amerikanischer Pornofilm des Regisseurs Brad Armstrong mit Mia Malkova in der Hauptrolle. Der Film wurde bei den AVN Awards 2017 in drei (u. a. als „Best Drama“) und bei den XBIZ Awards in sechs Kategorien u. a. als „Feature Movie of the Year“ ausgezeichnet. 

## Handlung
Der Film erzählt die Geschichte von Marissa, der 19-jährigen Tochter des Dorfpredigers. Sie hatte nie Schwierigkeiten, bis sie Billy kennenlernt. Die beiden verlieben sich, und Marissas Welt wird auf den Kopf gestellt. Ihre Mutter und ihr Vater verbieten ihr den Kontakt zu Billy. 

## Auszeichnungen
- AVN Award 2017: Best Drama
- AVN Award 2017: Best Actor (Xander Corvus)
- AVN Award 2017: Best Supporting Actor (Brad Armstrong)
- XBIZ Award 2017: Feature Movie of the Year
- XBIZ Award 2017: Best Actor – Feature Movie (Xander Corvus)
- XBIZ Award 2017: Best Actress – Feature Movie (Mia Malkova)
- XBIZ Award 2017: Best Music
- XBIZ Award 2017: Director of the Year – Feature Release (Brad Armstrong)
- XBIZ Award 2017: Screenplay of the Year (Brad Armstrong)
- XRCO Award 2017: Best Release